# Ohyo Kumite
 (décembre 2023).
Si vous disposez d'ouvrages ou d'articles de référence ou si vous connaissez des sites web de qualité traitant du thème abordé ici, merci de compléter l'article en donnant les références utiles à sa vérifiabilité et en les liant à la section « Notes et références ».
Les Ohyo Kumite, à ne pas confondre avec les Kihon Kumite de maître Hironori Ohtsuka, ont été créés par maître Tatsuo Suzuki quand il est arrivé en Europe au milieu des années 1960. Ce sont des techniques se travaillant par deux et composées d'enchainement de plusieurs mouvements. Au nombre de 8, ils sont le fruit de son expérience des combats libres dans les défis de l'Université japonaise.